# 王惟諴
王惟諴（1777年—？），山东海丰（山东无棣）人，是一名清朝政治人物。
嘉慶六年，拔貢生。嘉慶十三年，任順天鄉試舉人。道光年間，任吏部考功司掌印郎中。道光元年，任江蘇松江府知府。道光三年，任福建督糧道。道光十年，改浙江溫處道。道光十五年，署浙江按察使，任雲南按察使，署雲南布政使。道光十九年，任廣西布政使。道光二十年，任太僕寺卿。